# Zona Norte de Uberlândia
A Zona Norte de Uberlândia, é formada oficialmente pelo Distrito Industrial, Polo Moveleiro e por mais 10 bairros oficiais integrados da cidade, que está localizada no Triângulo Mineiro, no sudeste do Brasil.
É a segunda menor região do município em número de bairros, atrás apenas da região central da cidade, que possui 11 bairros oficiais.

## Bairros oficiais da Zona Norte deUberlândia
- Presidente Roosevelt;
- Jardim Brasília;
- São José;
- Marta Helena;
- Pacaembu;
- Santa Rosa;
- Residencial Gramado;
- Nossa Senhora das Graças;
- Minas Gerais;
- Maravilha;
- Distrito Industrial;
- Polo Moveleiro.

## Distritos da Zona Norte
- Martinésia e Cruzeiro dos Peixotos - saída pela Av. Antônio Thomaz Ferreira Rezende e Rodovia Neusa Rezende - via Distrito Industrial Norte.

## Bairros Integrados
- O município de Uberlândia também é subdividido em cinco regiões, denominadas pela prefeitura de setores. São elas: Região Central de Uberlândia, Zona Leste, Zona Oeste, Zona Norte e Zona Sul. A cidade também se subdividi em cerca de 160 bairros.[1]  Entretanto, com o objetivo de reduzir esse grande número, a prefeitura vem organizando desde a década de 1980 o projeto "Bairros Integrados", que visa na união de diversos bairros da cidade para criar condições para um estudo detalhado da atual malha urbana. A meta é reduzir o número de bairros em apenas oitenta.[2]

## Divisa
- A Avenida Professora Minervina Cândida de Oliveira/BR-365, sentido Araguari, divide a Zona Norte (esquerda) da Zona Leste (direita) a partir da BR-050, e no sentido Monte Alegre, a partir da BR-050, ao lado direito é Zona Norte, e ao lado esquerdo Zona Central até o Rio Uberabinha/Av. Geraldo Motta Batista, após o rio, ambos os lados são Zona Oeste.

## Ranking
- O Presidente Roosevelt, é o maior e o principal bairro da Zona Norte de Uberlândia.

## População
- A Zona Norte de Uberlândia, tem pouco mais de 80 mil habitantes.
- E tem mais de 28 mil domicílios.

## Principal e maior parque daZona Norte
- Parque Municipal Victorio Siquierolli - Av. Nossa Senhora do Carmo, 707 - Residencial Gramado.

## Comércio
- Na Zona Norte de Uberlândia, os principais comércios estão concentrados nas avenidas Cesário Crosara, Monsenhor Eduardo, Comendador Alexandrino Garcia e na rua Constelação (bairro Jardim Brasília), ao contrário das zonas Leste, Sul e Central da cidade, a Norte e a Oeste, não tem nenhum grande shopping center.

## Principais supermercados e atacado
- Atacadão Uberlândia - Av. Paulo Roberto Cunha Santos, 2283 (BR-365 - Pista Lateral) - Presidente Roosevelt.
- Supermercado Bretas Presidente Roosevelt - Av. Monsenhor Eduardo - Presidente Roosevelt.
- Supermercado ABC Roosevelt - Av. Monsenhor Eduardo - Presidente Roosevelt.
- Supermercado Leal - Av. Cesário Crosara - Presidente Roosevelt.
- Supermercado Super Maxi - Av. Quilombo dos Palmares, 1034 - Marta Helena.

## Clubes
- Há na zona norte, alguns clubes, dos quais o principal é o SESI do Presidente Roosevelt, que além do clube, oferece cursos e vários tipos de ensino.[3]

## Principais ligações da Zona Norte ao Centro da cidade
Principais ligações do centro à zona norte e vice-versa
- Avenida João Pessoa
- Avenida Monsenhor Eduardo
- Avenida Raulino Cotta Pacheco
- Rua Engenheiro Azelli

## Principais vias
- Avenida João Pessoa
- Avenida Monsenhor Eduardo
- Avenida Morum Bernadino
- Avenida Cesário Crosara
- Avenida Cleanto Vieira Gonçalves

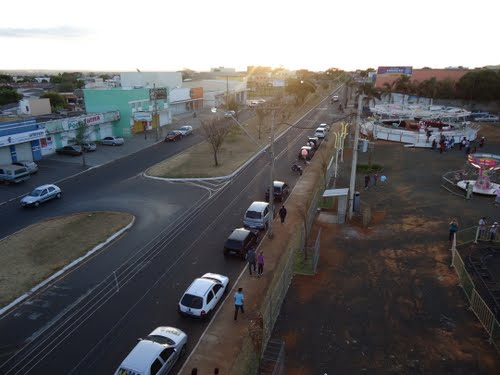
Av. Monsenhor Eduardo, na divisa dos bairros Marta Helena e Presidente Roosevelt, Zona Norte de Uberlândia.

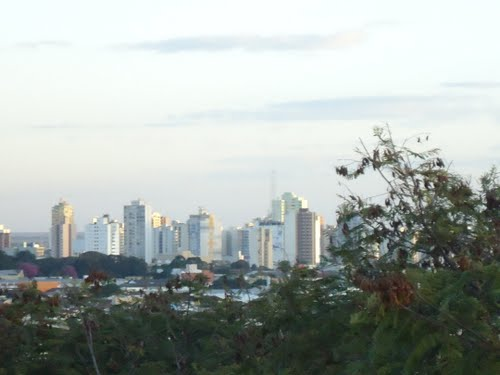
Centro de Uberlândia, visto do alto da zona norte da cidade.

- Avenida Coronel José Teófilo Carneiro
- Avenida Antônio Thomas Ferreira Rezende
- Avenida Comendador Alexandrino Garcia
- Avenida José Andraus Gassani
- Avenida Paulo Roberto Cunha Santos
- Avenida Olívia de Freitas Guimarães
- Avenida Rural
- Avenida Anália Resende Siquieroli
- Avenida Nossa Senhora do Carmo
- Avenida Airton Borges da Silva
- Rua Paraná
- Rua Constelação
- Rua Elpidio Aristides de Freitas
- Rua Simão Pedro
- Anel Viário Norte (Rodoanel Ayrton Senna)